# Bombardarea Timișoarei în Al Doilea Război Mondial
Bombardarea Timișoarei în al Doilea Război Mondial a fost o serie de bombardamente strategice atât din partea forțelor Aliate, cât și a celor ale Axei.
Între 1943 și 1944 Royal Air Force (RAF) și United States Army Air Forces (USAAF) au desfășurat atât lansări de manifeste, cât și raiduri de bombardament strategic asupra Timișoarei. După Lovitura de stat de la 23 august 1944 Luftwaffe și aviația Ungariei au efectuat raiduri de bombardament împotriva Timișoarei.
Primul raid al Aliaților împotriva Timișoarei a avut loc pe 30 septembrie 1943, când au desfășurat lansări de manifeste asupra Banatului pentru a influența sentimentele locale împotriva Axei. Raidurile aeriene ale Aliaților până la 16 iunie 1944 au constat în principal în lansări de manifeste și misiuni de recunoaștere. O excepție a avut loc pe 3 aprilie 1944, când avioanele Aliaților au aruncat bombe asupra localităților Periam, Becicherecu Mic, Sânandrei, Variaș, Pesac și Saravale, însă aceste raiduri nu au provocat pagube semnificative.
Pe 16 iunie 1944 o forță combinată de avioane RAF și USAAF, formată din 44, sau, conform altor surse, 41 sau 39 de aeronave, a survolat orașul și a aruncat aproximativ 100 de tone de bombe, care au provocat pagube semnificative Timișoarei, afectând grav infrastructura feroviară, industrială și locală, precum și clădirile rezidențiale. Raidul s-a soldat cu 12 morți, 56 de răniți și distrugeri extinse. Raidurile au continuat în zilele următoare, amplificând distrugerile.
Un atac deosebit de devastator a avut loc pe 3 iulie 1944, când 110 bombardiere B-24 Liberator ale USAAF au lansat 227,75 tone de bombe în 94 de misiuni, provocând 90 de morți, 162 de răniți grav și pagube severe în tot orașul. Bombardamentele, care au vizat tot infrastructura feroviară, au cauzat victime numeroase și daune considerabile infrastructurii industriale, locale și clădirilor rezidențiale.
Raidurile aeriene ale Aliaților asupra județului Timiș-Torontal au continuat în lunile iulie și august 1944, implicând de lansări de manifeste. După ce România a trecut de partea Aliaților pe 23 august 1944, Luftwaffe și aviația Ungariei au lansat mai multe raiduri asupra Timișoarei, care au implicat în principal terorizarea populației, cum ar fi atacarea intenționată a civililor, ceea ce a dus la zeci de morți. Aceste raiduri ale Axei au inclus și lansări de manifeste, zboruri de recunoaștere și atacuri asupra liniilor de aprovizionare româno-sovietice și ale infrastructurii feroviare. Pe 31 octombrie/1 noiembrie 1944, o forță aeriană germano-ungară combinată a bombardat orașul, ucigând 10 persoane și distrugând 188 de clădiri.

## Primele raiduri

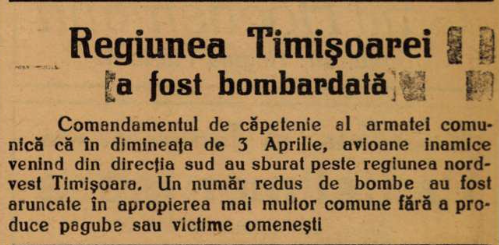
Comunicat al Comandamentului de Căpetenie al Armatei privind bombardamentul Aliat asupra nord-vestului regiunii Timișoara din 3 aprilie 1944

Primul raid aerian american asupra Banatului a avut loc în noaptea de 30 septembrie/1 octombrie 1943, urmând o rută ce includea Orșova, Buziaș, Lipova, Recaș și Timișoara și a fost executat de un avion "B-24 Liberator", care a lansat manifeste în limba română deasupra regiunii. La Lipova, aparatul de zbor a fost atacat de artileria antiaeriană, care a avariat unul dintre motoare, iar doi membri ai echipajului, locotenentul aviator Gedeon Jakobson și sublocotenentul radiotelegrafist Iosif Kahane, au sărit cu parașuta și au fost capturați de autoritățile locale. Aceștia aveau asupra lor sume mari de bani în diverse valute, alimente și medicamente.
Mai multe astfel de raiduri au avut loc între 1 octombrie 1943 - 19 august 1944, ca parte a unui război psihologic, unde aviația anglo-americană a distribuit milioane de manifeste în Banat, cu scopul de a stimula populației o atitudine ostilă față de Germania nazistă și de a încuraja ieșirea României din război. De asemenea, o parte dintre raiduri au avut și rol de acțiune de recunoaștere și survol, militarii aliați efectuând fotografii ale celor mai importante obiective, dar și traiectoriile de apropiere spre aceste obiective.
În 3 aprilie 1944, avioane aliate au survolat nord-vestul județului Timiș-Torontal, și au aruncat bombe în apropierea mai multor localități, precum Periam, Becicherecu Mic, Sânandrei, Variaș, Saravale și Pesac, fără a produce pagube sau victime omenești, dar și pachete cu foițe din staniol pentru bruierea stațiilor de radiolocație la Tomnatic și Gottlob.

Pe 2 iunie 1944, mai multe avioane aliate au trecut dinspre Teritoriul comandantului militar în Serbia către Ungaria, pe direcția Jimbolia - Variaș - Lovrin - Dudeștii Vechi. Asupra comunei Variaș au fost trase dintr-un avion câteva rafale de mitraliere, iar pe raza comunei Comloșul Mare au fost aruncate asupra unui lan de grâu, care se afla la 500 de metri depărtare de șoseaua și calea ferată Comloșul Mare - Gottlob, 8 bombe de 220 kg, dintre care au explodat 7. În urma acestor atacuri nu au fost înregistrate pagube omenești sau materiale.

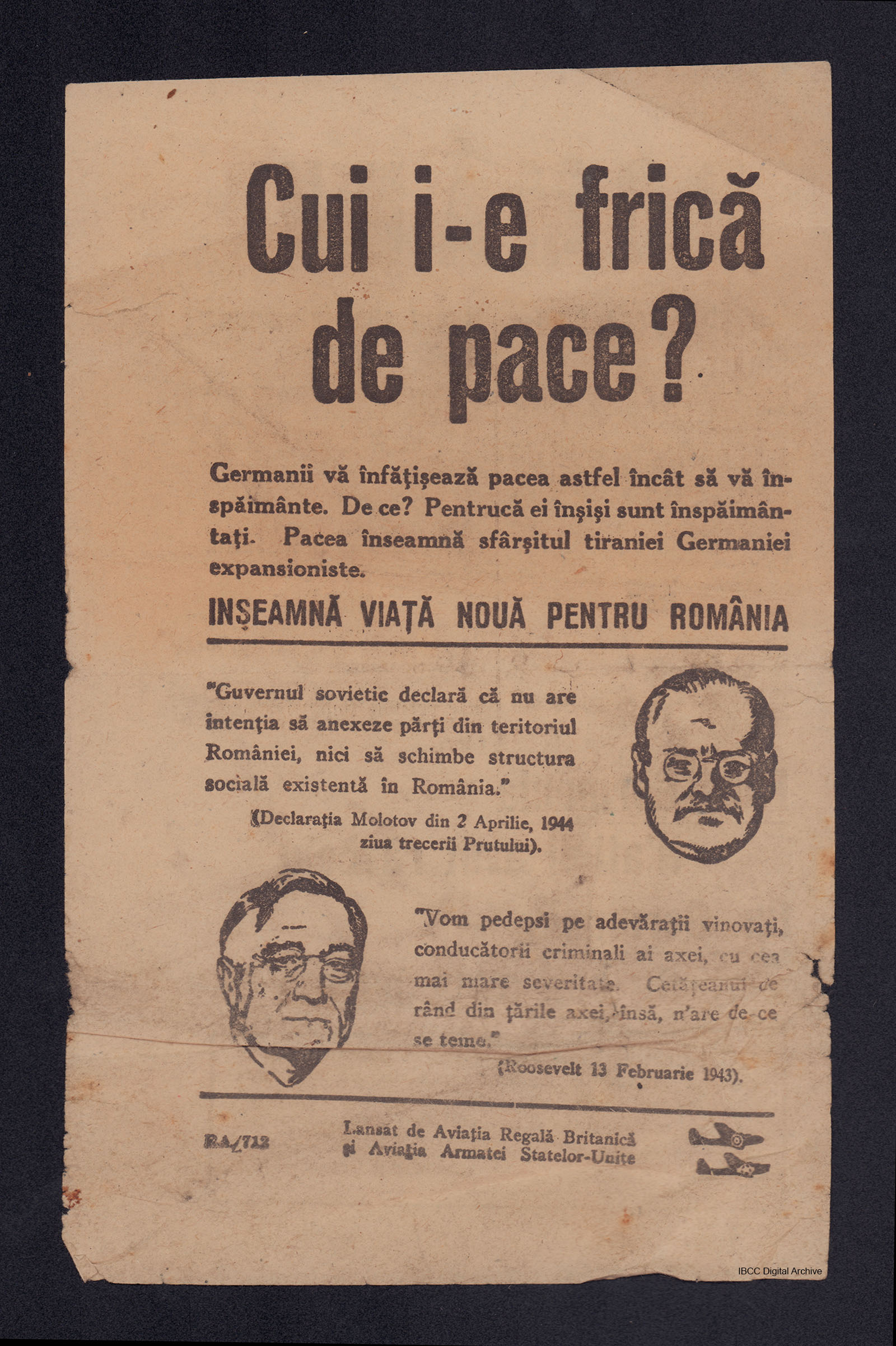
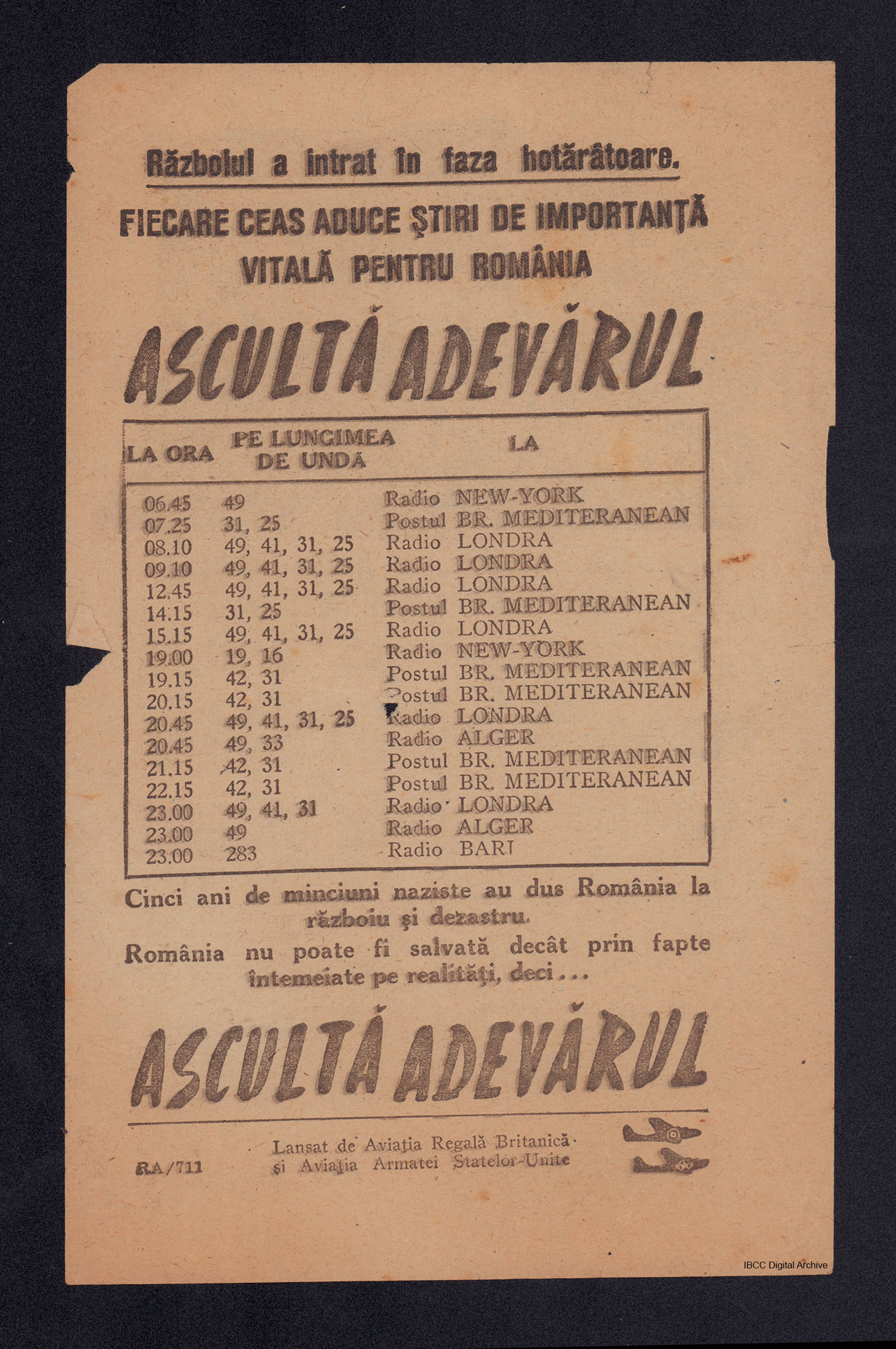
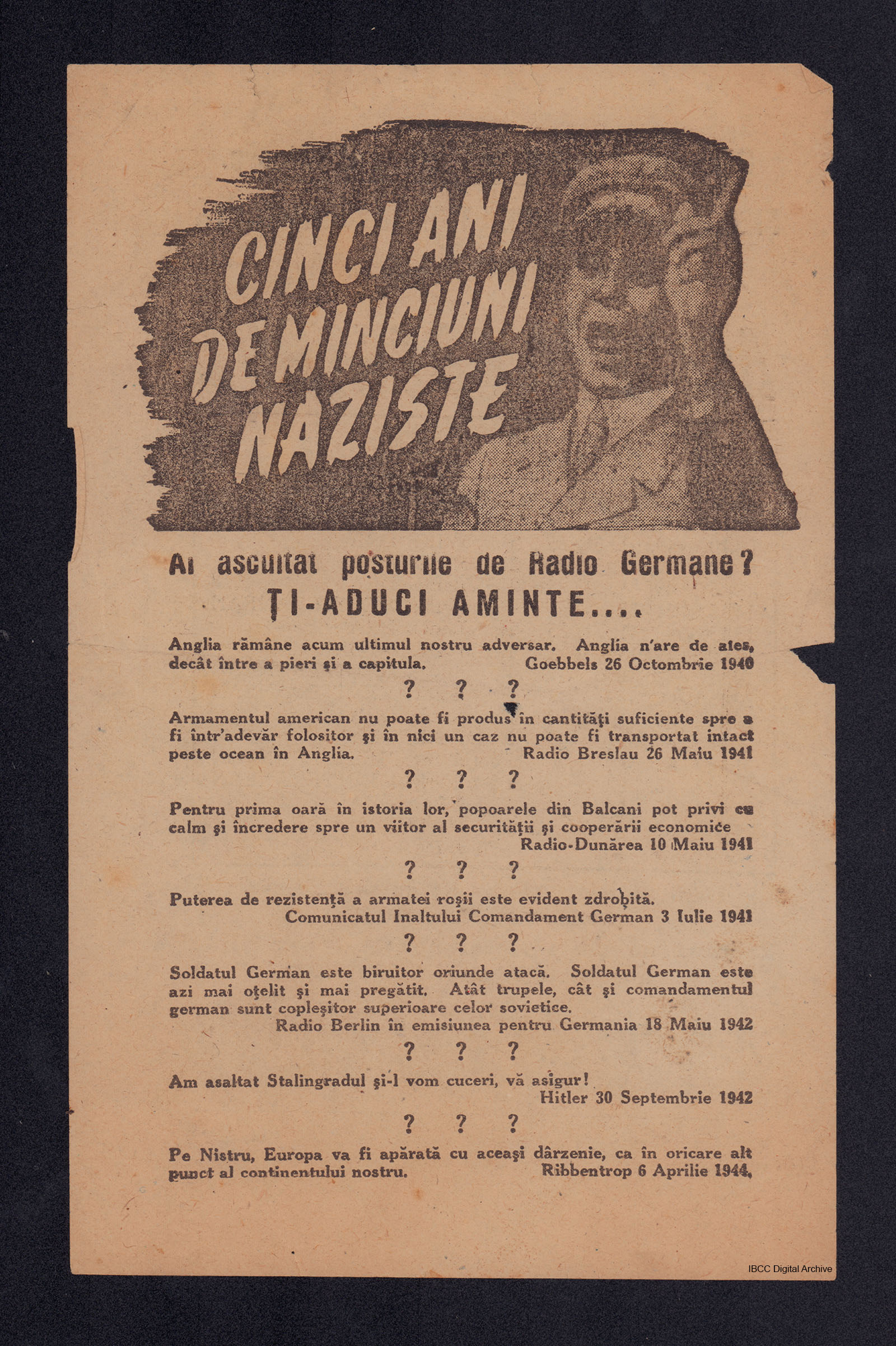
Exemple de manifeste aruncate de aviația anglo-americană asupra județului Timiș-Torontal
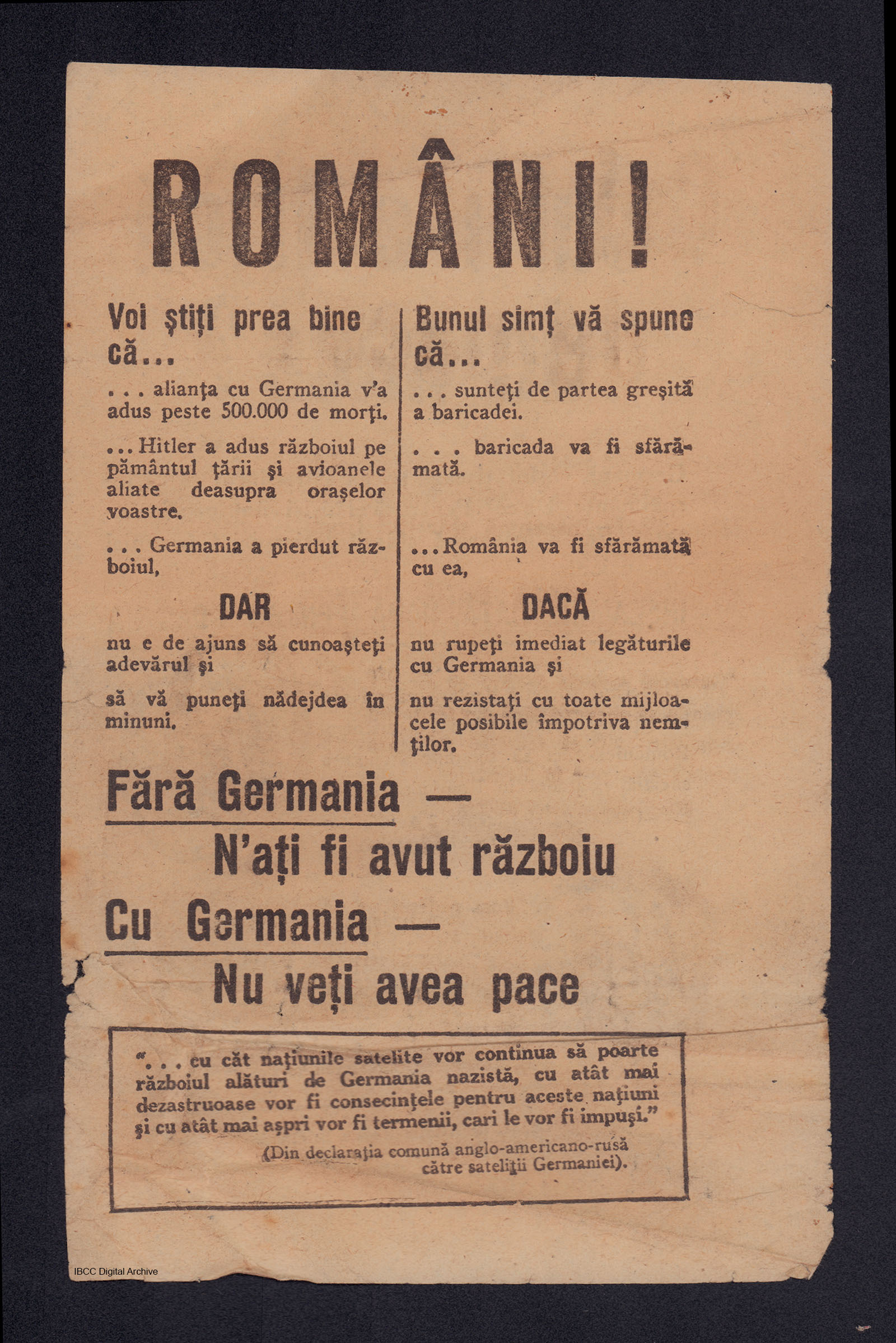

## Bombardamentul din 16/17 iunie 1944

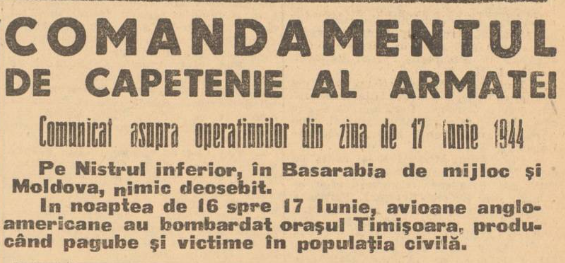
Comunicat al Comandamentului de Căptenie al Armatei privind bombardarea Timișoarei din 16/17 iunie 1944, publicat in numarul 5869 al ziarului Curentul din 19 iunie 1944

Primul bombardament asupra Timișoarei a avut loc în noaptea de 16/17 iunie 1944. Acesta s-a defășurat de la ora 00:08 până la 03:20 și a fost efectuat de aviația aliată, din acestea făcând parte și Grupul de Bombardament 464 a Forțelor Aeriene ale Statelor Unite ale Americii și Escadrilele 37, 150 și 614 a Royal Air Force.
În timpul atacului, aviația anglo-americană, care decolase din Italia, de lângă Taranto și Pescara, și era formată din 44 de avioane, sau după alte surse 41, sau 39, în principal Vickers Wellington și Handley Page Halifax, a lansat asupra orașului parașute luminoase pentru a marca obiectivele și au aruncat mii de bombe explozive și, în special, incendiare de tip 30 lb (14 kg) și 50 lb (22,5 kg), 250 lb (112 kg) sau bombe cu termit, totalizând aproximativ 100 de tone de bombe. În urma acestui bombardament, s-au înregistrat inițial 12 morți, 56 de răniți, 56 de case complet distruse și 126 de locuințe grav avariate. Numărul redus de victime a fost datorat, conform presei vremii, de disciplina dovedită de populație, aceasta adăpostindu-se imediat după alarmele aeriene.
Inițial, 66 de avioane au fost alocate pentru această misiune, dar datorită unui ordin de ultim moment, o parte a escardilelor Grupului 205 de Bombardiere al Royal Air Force au fost alocate la Operațiunea Brassard, unde avioanele acestora au participat la invazia insulei Elba și au aruncat un total de 60 de tone de bombe, în principal bombe explozive foarte grele.
Gara „Domnița Elena”, anexele acesteia, clădirile adiacente, dar și liniile de cale ferată au fost puternic afectate, în Ateliere fiind distruse 15 locomotive și 83 de vagoane de diferite tipuri, iar pe liniile stației de cale ferată 167 de vagoane.
După bombardament, în conformitate cu instrucțiunile Comandamentului Apărării Civile, au fost trimiși fotoreporteri speciali la Timișoara pentru a documenta daunele produse. Aceștia au fotografiat 410 obiective afectate de atacul aerian, printre care: Fabrica de Lanțuri, Moara Mare, Fabrica de Tutun, Clubul Hipic, Sanatoriul Parc, Banca Generală de Credit, Clubul Nautic Român, Institutul Notre Dame, Moara Prohaska, Biserica ortodoxă de pe strada Radu Rosetti, Școala de pe strada Războieni nr. 2, Atelierele C.F.R., Gara „Domnița Elena”, Fabrica de Chibrite, Fabrica de Spirt, I.E.T., Dispensarul T.B.C., hotelurile Metropol și Doje, cinematograful Lyra, Banca de Credit Român, Societatea "Globus Transport S.A.", Fabrica de Tricotaje și numeroase locuințe. În unele cazuri, fotografierea a fost îngreunată de agenții forțelor publice, care fie nu erau la curent cu directiva, fie nu o puteau interpreta corect.
Printre victimele acestui atac s-au numărat: Gheorghe Dumitru (67 ani), Ioan (Johann) Kersch (65 ani), Emilia Rusu, Andrei Bedo, Grigore Gavrilă, Demeter Gelga (67 ani), Maria Mioc (57 ani), Josef Glancz (63 ani), Iuliana Ciuciu (57 ani), Iulia Fekete (60 ani), Mariana Ilca (76 ani), iar printre răniți: Ana Ronta, Pop Iuliana, Șișcovici Iosif, Obrejan Ileana, Machedon Ioan și Iașinschi Ludovic.

Bombardamentele s-au repetat în zilele următoare, fiind aruncate bombe incendiare și explozive care au provocat pierderi materiale și umane. În 20 iunie au fost distruse 24 de clădiri, în 23 iunie - 37, iar în 24 iunie - 39.

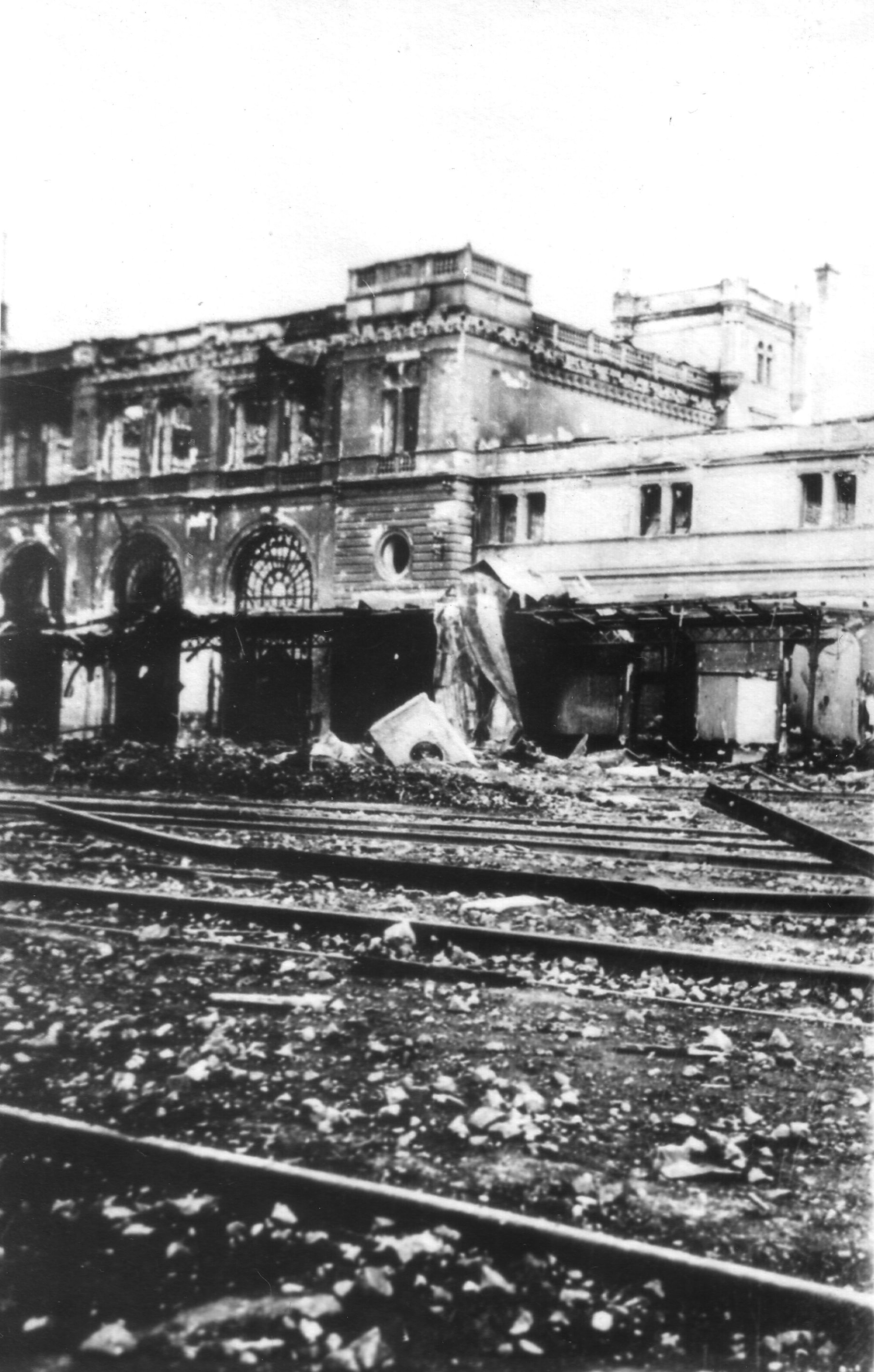
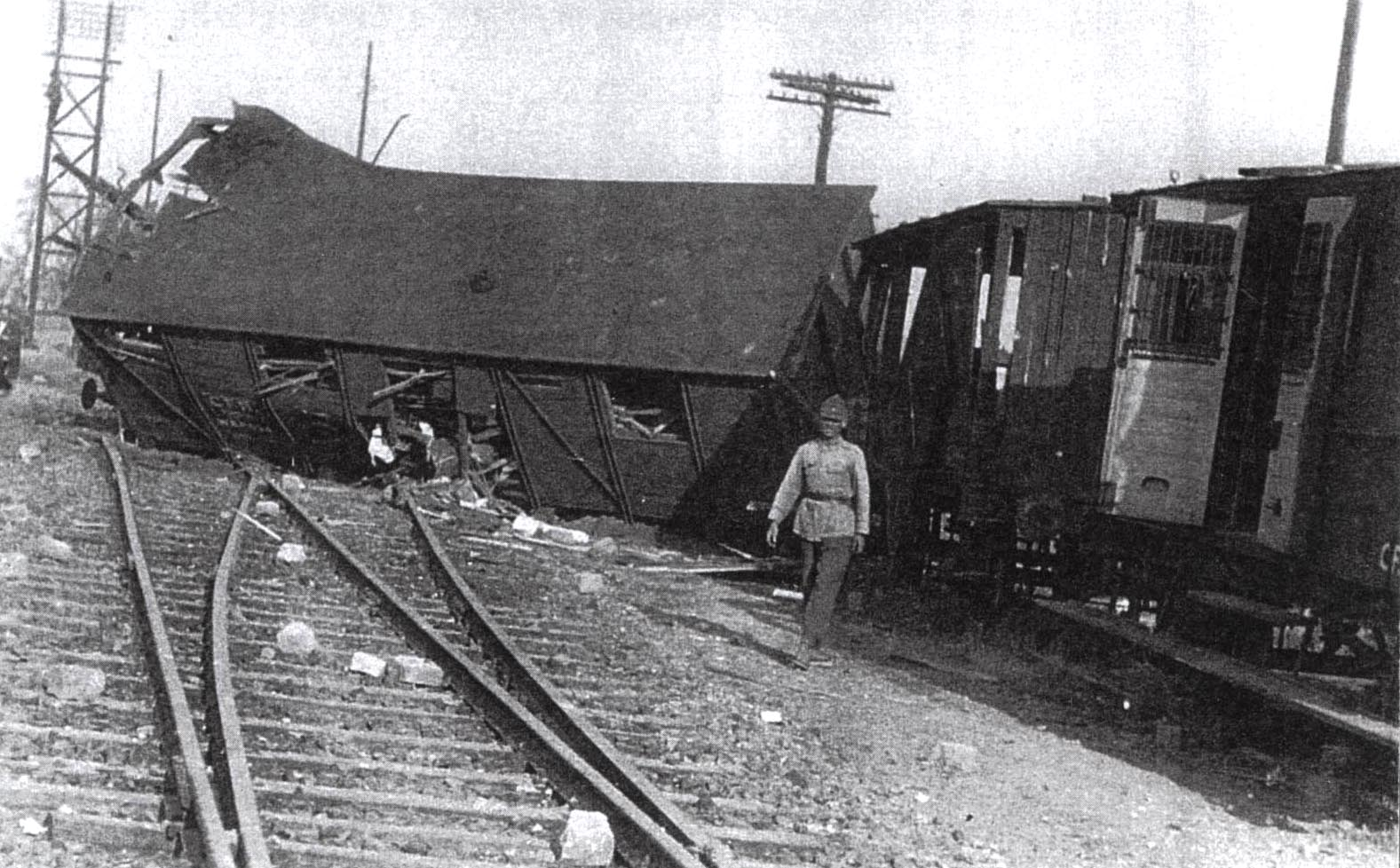
Urmări ale bombardamentelor Aliate
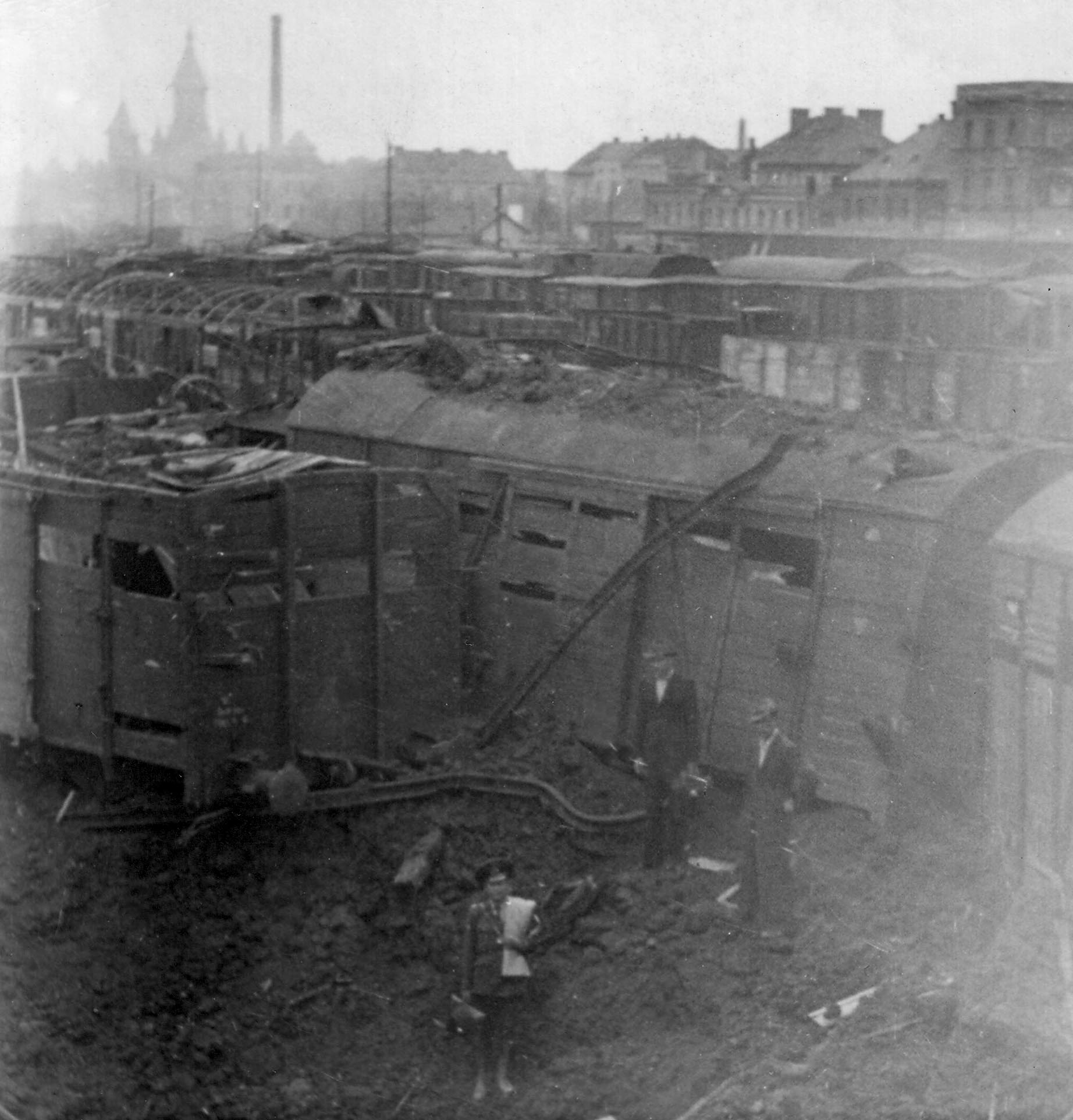
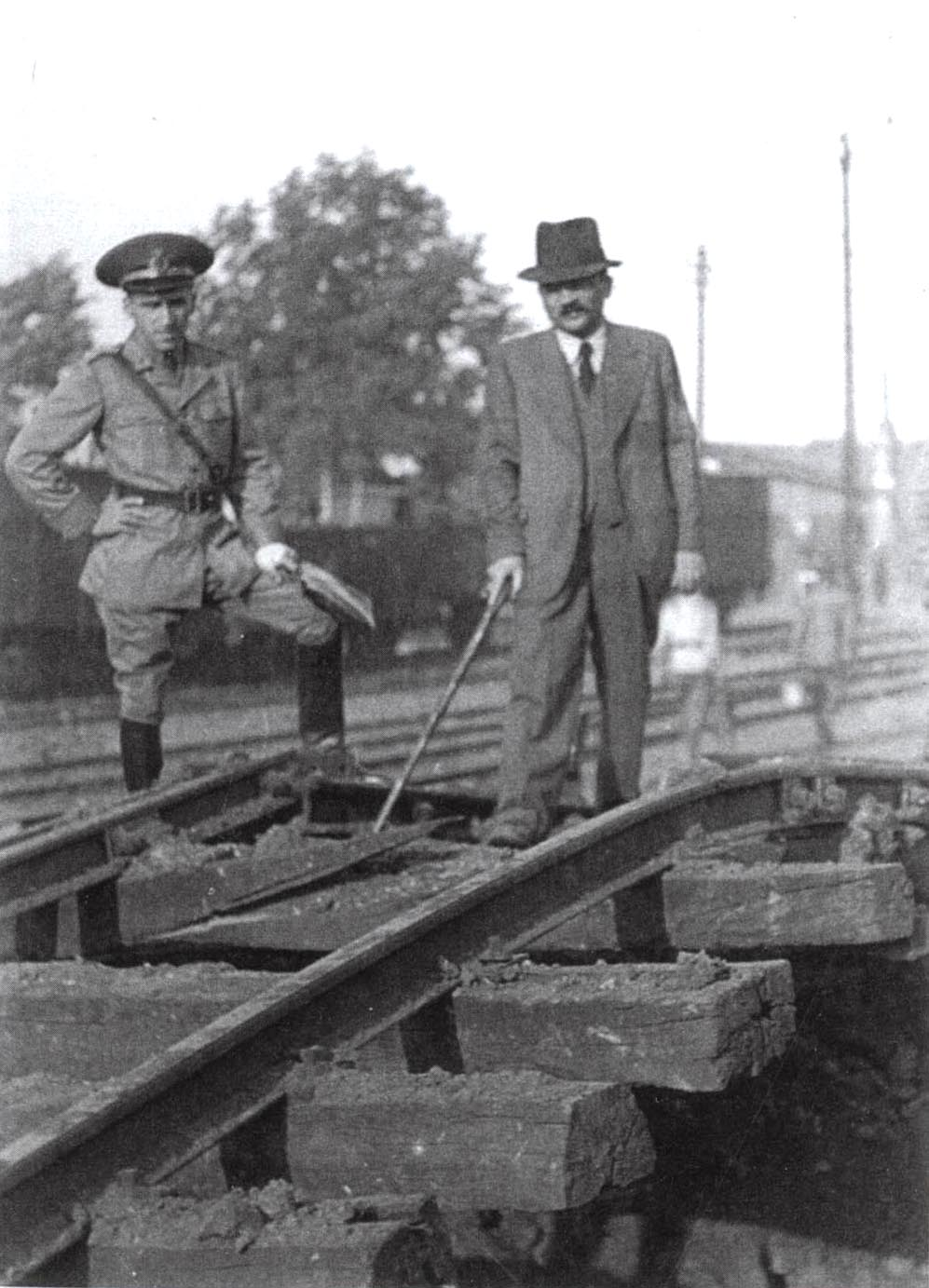

## Bombardamentul din 3 iulie 1944

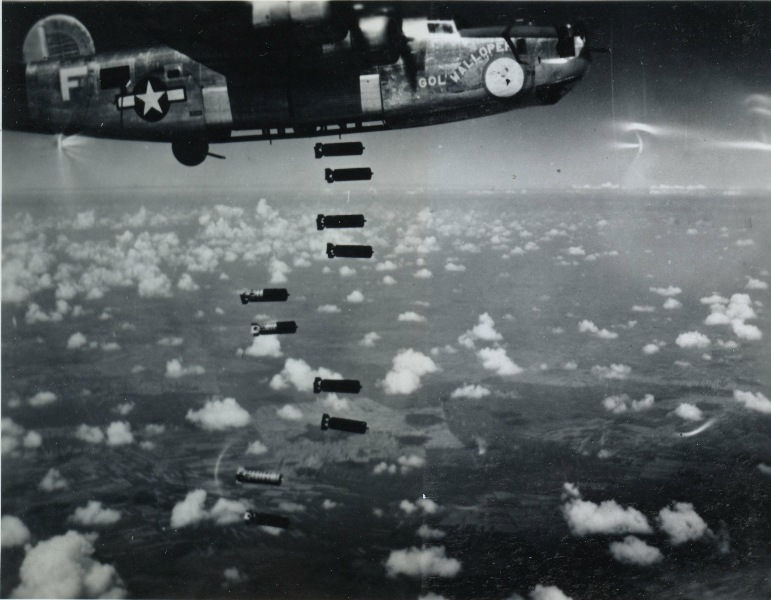
Avionul B-24 „Gol'Walloper”, care făcea parte din Escadrila 829 a Grupului de Bombardament 485 a Forțelelor Aeriene ale Statelor Unite ale Americii, aruncând bombe asupra Timișoarei a data de 3 iulie 1944. Conform descrierii pozei, avionul era al treilea din formațiunea principală și făcea parte din primul val al bombardamentelor din acea zi.

Bombardamentul a avut loc în 3 iulie 1944 între orele 10:52 și 13:45 și a fost efectuat de Grupurile de Bombardament 460, 465 și 485 din A 15-a Forță Aeriană a Forțelor Aeriene ale Statelor Unite ale Americii. Acesta a fost descris ca cel mai distrugător dintre raidurile efectuate asupra orașului, din timpul celui de-Al Doilea Război Mondial. 110 avioane de tip B-24 Liberator, decolate din Italia, au atacat în valuri succesive Timișoara, Turnu Severin și alte localități din județul Timiș-Torontal, inclusiv Chișoda, Sacoșu Turcesc, Bucovăț, Sânmartinu Sârbesc sau Peciu Nou, acestea efectuând un total 94 de misiuni de bombardament în timpul cărora au lansat un total de 257 de tone de bombe, dintre care 227,75 de tone asupra Timișoarei, obiectivul principal fiind infrastructura feroviară.
În cadrul atacului au fost lansate mii de bombe explozive și incendiare, provocând distrugeri semnificative și un număr mare de victime. Oficial, au fost înregistrați 90 de morți și 162 de răniți grav. Au fost distruse sau grav avariate numeroase clădiri și infrastructură locală, cât și terenuri agricole, fiind raportate incendii ale lanurilor de cereale. Totalul pagubelor a fost estimat la 1.339.486.000 lei. Conform unui comunicat al Comandamentului de Căpetenie al Armatei, avioanele anglo-americane au mitraliat populația civilă aflată la marginea orașelor și pe câmpuri, în timp ce oamenii încercau să fugă de atacuri.
Printre obiectivele majore lovite în Timișoara s-au numărat Gara „Domnița Elena”, unde au fost înregistrați 5 morți, hotelurile „Metropol” și „Doje”, Palatul Terminus, Institutul Obstetric de Stat, Sanatoriul „Parc”, Centrul pentru ocrotirea copiilor, Spitalul de Stat pentru copii, Centrul pentru ocrotirea copiilor și Spitalul de Stat pentru copii, Cluburile sportive Chinezul, Banatul și CAM, Asociația voluntară „Salvarea”, Băncile Bănățene Unite, sediul Camerei de Comerț și Industrie, o grădiniță de copii de pe str. Geml nr.12, precum și diverse afaceri locale. Conform martorilor oculari, Moara Prohaska a fost parțial distrusă, în urma căderii a 14 bombe explozive și peste 100 incendiare, în acest loc fiind înregistrate patru decese și trei răniți.
Cele mai afectate cartiere au fost: Iosefin, Ronaț, Blascovici și Mehala, dar și Fratelia și Cetate.
Printre cei care care și-au pierdut viața în bombardament s-au numărat: col. Victor Romcescu, sold. Șoavă Petru, Dorner Mihai, Nicolaevici lustina, Schaffer Iosif, Marschetky Magdalena, Szanto Ecaterina, Korasch Gheorghe, sold. Mureșan Ioan, soții Elisaveta și Carol Iavorka, angajații C.F.R. Ghenadie Lelea, Constantin Răileanu, Alexandru Iohn, Dumitru Anicolaiesei și Constantin Grigore sau Nicolau Maria, ucisă pe câmp în localitatea Tomnatic, iar printre cei grav răniți: soldații Andrei Constantin, Dumitru Ștefan, Sima Ioan și Șerban Florea, serg. maj. Mârza Marin  și civilii Mițiga Grigore, Volcăneț Sofia, Bâzgă Ioan, lacko Ioan, Habăr Matei, Hollengschwandner Gustav și Griind Leni.

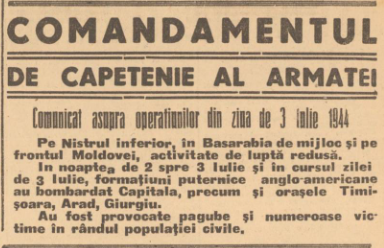
Comunicatul Comandamentului de Căpetenie al Armatei privind operațiunile Armatei Române și bombardamentele asupra Timișoarei din 2/3 iulie 1944, publicat în ziarul Curentul din 5 iulie 1944

Raidurile aviației anglo-americane asupra județului Timiș-Torontal au continuat în lunile iulie și august 1944, incluzând și lansări de manifeste în perioada 22 iulie, 30/31 iulie, 4/5 august și 13 august.
Datorită numărului mare de morți și distrugeri, cenzura militară a interzis publicarea articolelor despre bombardament, în presa vremii fiind publicate doar comunicate ale Comandamentului de Căpetenie al Armatei.

După bombardamente, Apărarea Pasivă Timiș-Torontal s-a ocupat de localizarea și stingerea incendiilor, înlăturarea dărâmăturilor, salvarea bunurilor, cartiruirea sinistraților, acordarea de ajutor medical și dezamorsarea bombelor neexplodate.

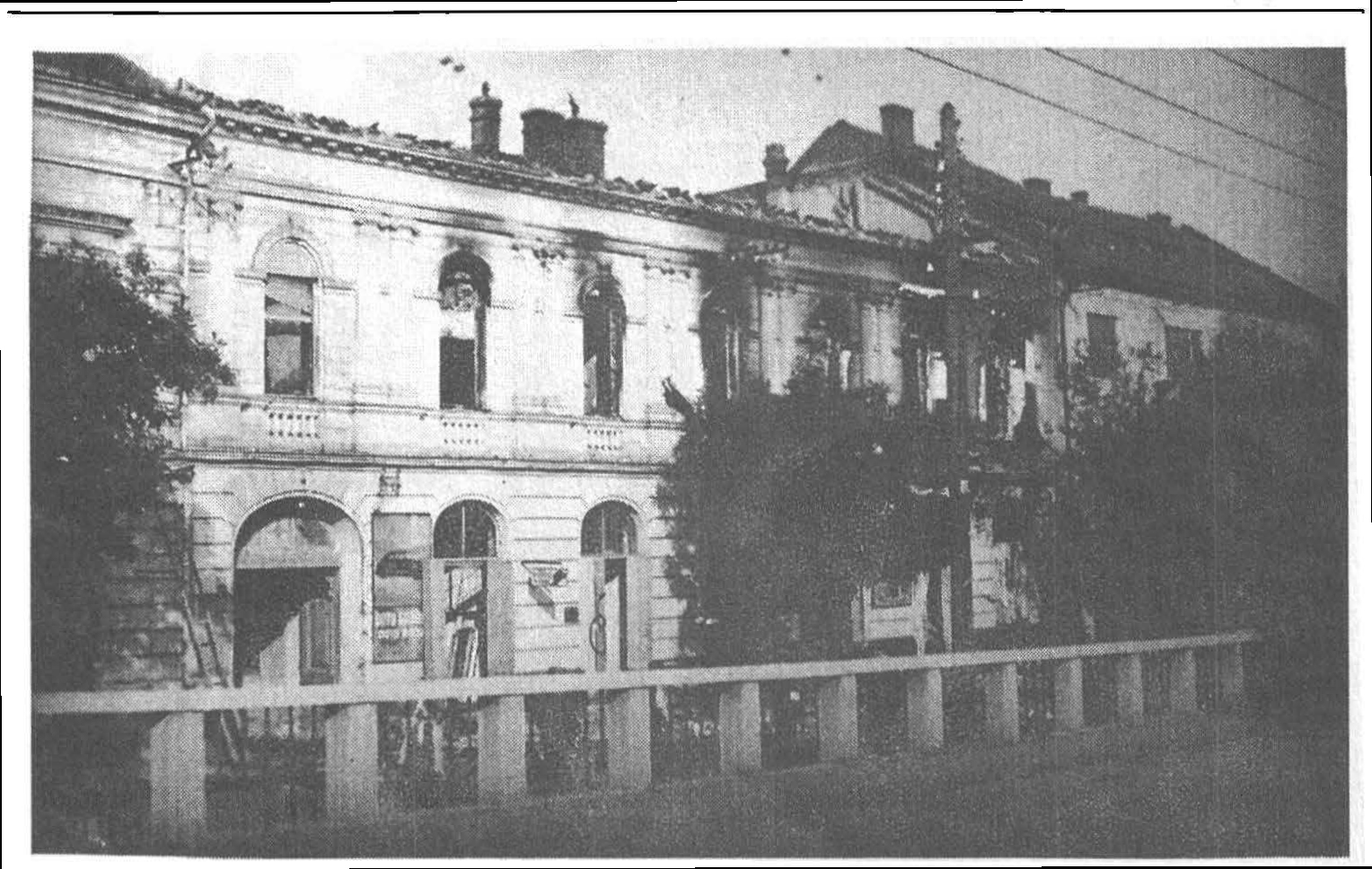
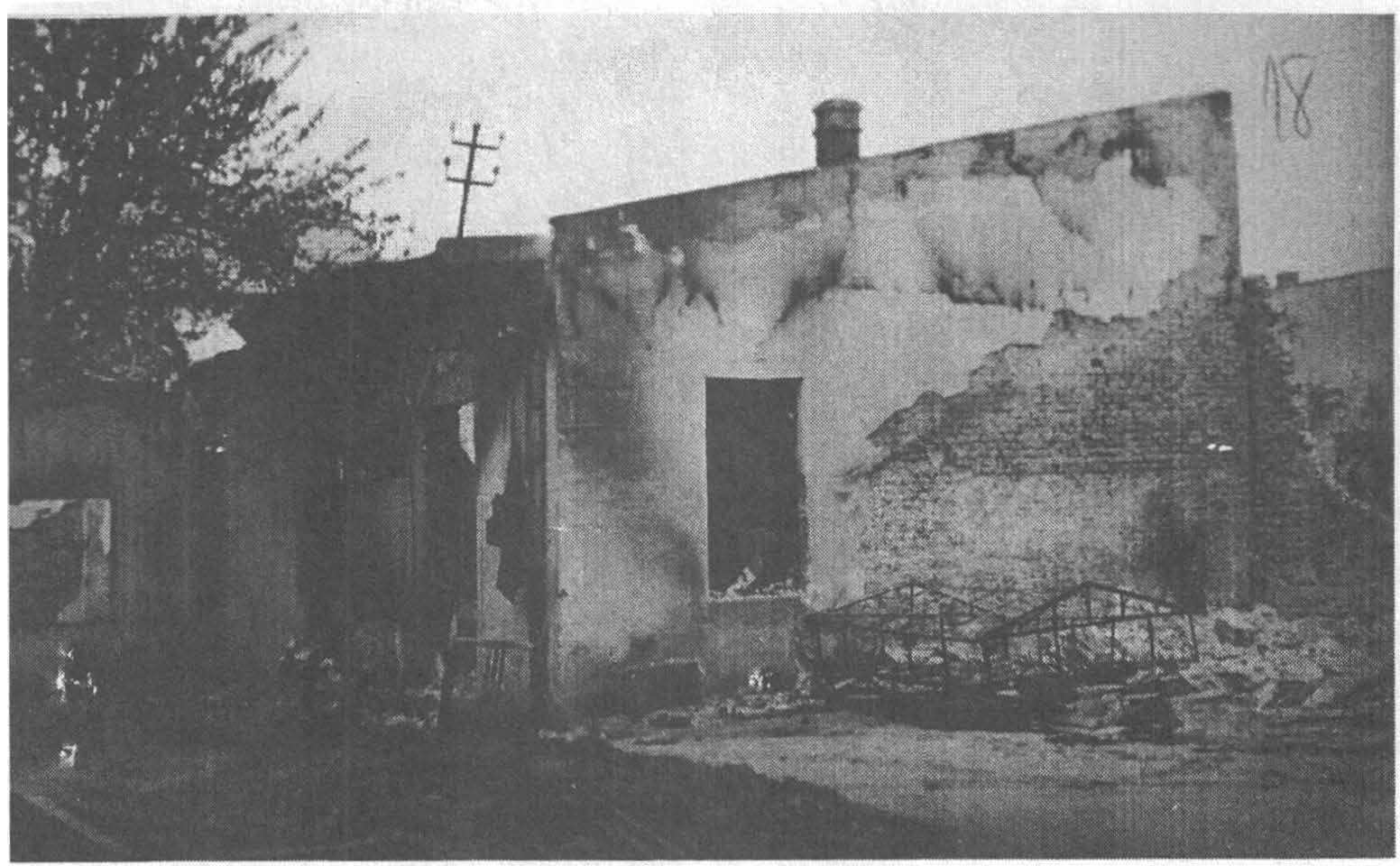
Urmări ale bombardamentelor Aliate în cartierului Iosefin
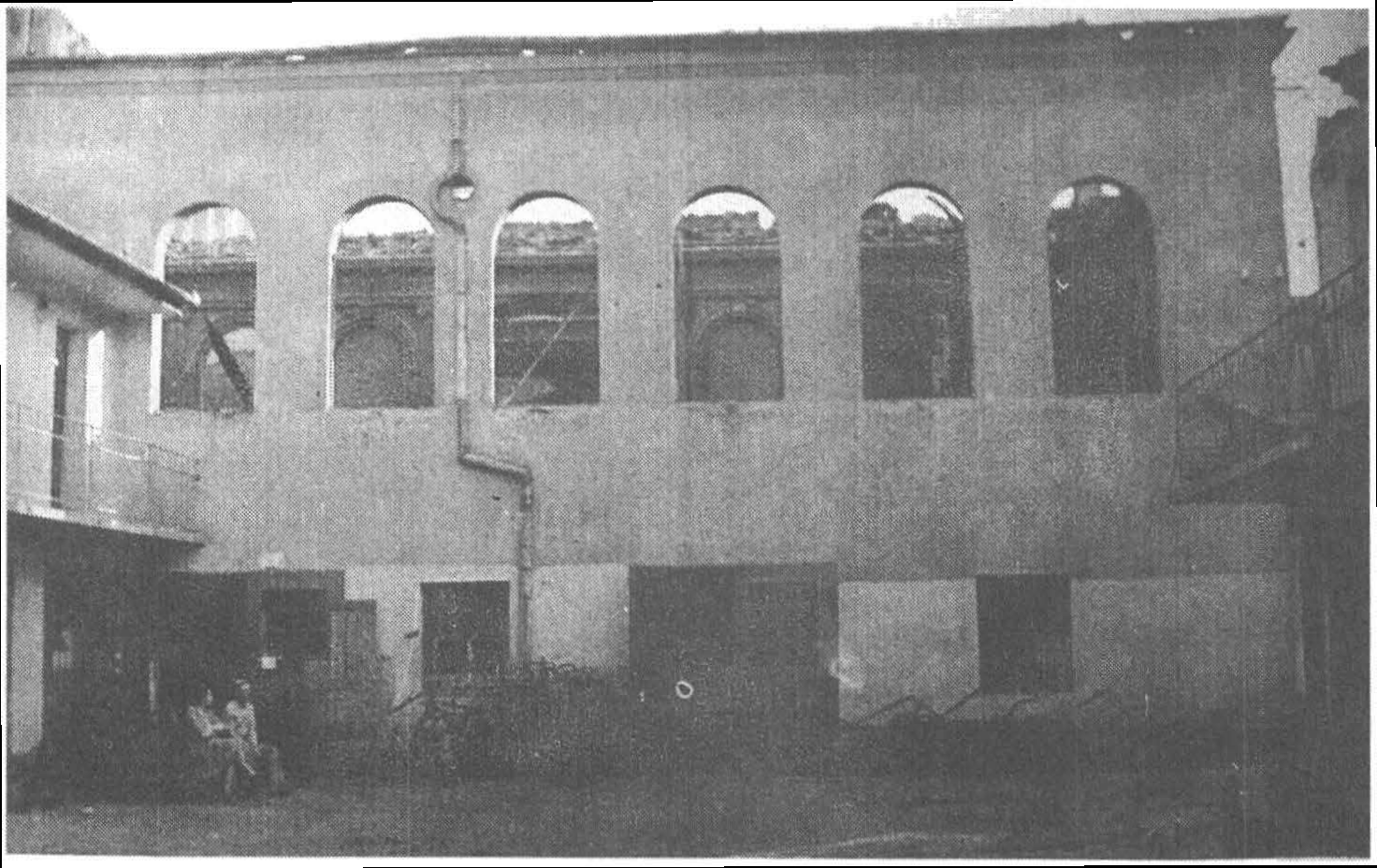

## După 23 august 1944

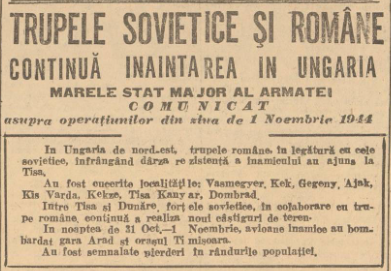
Comunicat al Marelui Stat Major al Armatei, publicat în numărul 2685 al ziarului Timpul din 3 noiembrie 1944, privind operațiunile de război la 1 noiembrie 1944 și bombardamentele inamice asupra Timișoarei și Aradului.

După Lovitura de stat de la 23 august 1944 și trecerea României de partea Aliaților, au fost înregistrate mai multe atacuri ale aviației germane asupra Timișoarei. 
Proclamația către Țară a Regelui Mihai I a fost publicată în ziarele din Banat abia pe 26 august 1944. Inițial, ordinele stipulau ca trupele germane să fie lăsate să se retragă de pe teritoriul României cât mai rapid posibil. Cu toate acestea, atacul german asupra Bucureștiului din 24 august a schimbat rapid această directivă, conducând la emiterea unor ordine de dezarmare a trupelor germane.
Pe 24 august 1944, Corpul VII Armată, operând pe un front de 285 km între Gilău și Deta, a emis Ordonanța nr. 9, semnată de generalul de divizie Carol Schmidt, prin care se ordona dezarmarea soldaților germani. În Banat, dezarmarea unităților germane a avut loc în principal în zilele de 25 și 26 august.
Prin Ordinul nr. 15003 din 25 august, colonelul Alexandru Galgoți a fost numit comandant al ordinii interne din județul Timiș-Torontal. În această calitate, Galgoți a coordonat operațiuni de dezarmare, care au culminat pe 26 august cu predarea Comandamentului german din Timișoara. Aproximativ 500 de soldați germani au fost capturați și făcuți prizonieri până în 30 august, aceșstia fiind internați în cazarma „Huniade”.
Pe 25 august 1944, la Viena, Horia Sima, comandantul mișcării legionare, eliberat din lagăr, a creat un guvern în exil care a emis o proclamație împotriva loviturii de palat de la București, prin intermediul postului de radio Donau. Horia Sima intenționa să instaleze acest guvern în Timișoara, în cazul în care trupele germane ar fi reușit să ocupe orașul. Pe 27 august, avioane germane au aruncat manifeste semnate de Horia Sima și generalul Arthur Phelps asupra Banatului, încercând să mobilizeze populația locală în sprijinul lor, iar în aceeași zi, patru avioane germane au bombardat și mitraliat localitatea Vinga și gara, precum și trenul personal Arad-Timișoara, omorând 10 persoane și rănind alte 42. Bombe au fost aruncate de avioanele germane și pe raza localităților Comloșu Mic și Gottlob.
Pe 28 august, în timpul zilei, aviația germană a executat un bombardament de intimidare, prin mitraliere, asupra populației din Piața Lahovary (azi Bălcescu) din Timișoara, iar în 29 august, la ora 13:30, a fost mitraliat aerodromul din Giarmata, fiind grav rănit It. Petre Negrescu, comandantul companiei de intervenție, care a decedat după câteva ore la Spitalul Militar.
Pe 30 august 1944, la ora 19, un avion german a mitraliat asupra populației din Timișoara, însă a fost alungat de artileria antiaeriană. Un astfel de incident este consemnat și pe 7 septembrie, incident soldat fără victime, avionul german fiind doborât desupra Lagărului din Timișoara.

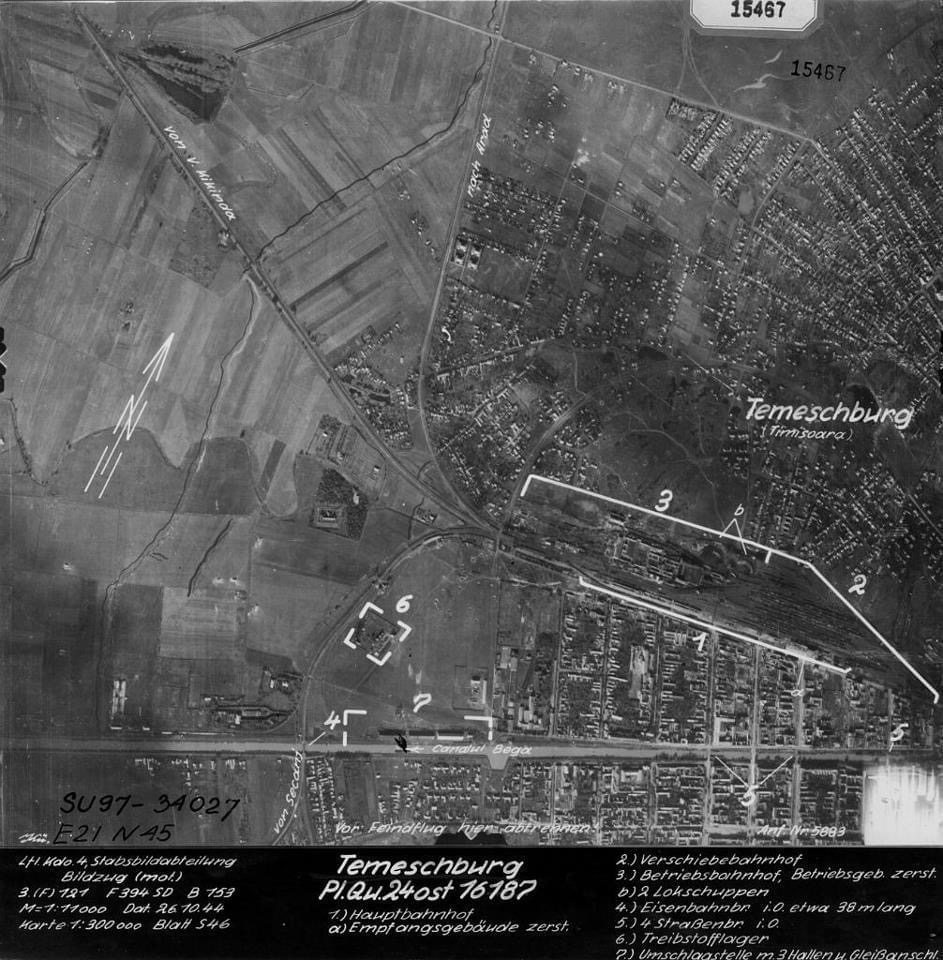
Fotografie aeriană a fost realizată de Luftwaffe la data de 26 octombrie 1944 care prezintă orașul Timișoara (denumit "Temeschburg" în germană) și infrastructura sa feroviară. În hartă sunt evidențiate obiective strategice, cum ar fi gara, depozitele de combustibil și diverse poduri.

Trupele germane și maghiare au pornit ofensive la nord de râul Mureș și în sudul Banatului pe data de 5 septembrie, aviația germană realizând zboruri de recunoaștere asupra Banatului între 7 și 9 septembrie. În cadrul Bătăliei de la Timișoara, pe 12 septembrie, în ziua în care Armata Roșie a intrat în Timișoara, aviația germană a mitraliat Gara Fabric la ora 12:30, fiind ucise 8 persoane și mai multe rănite. În aceeași perioada, în România Liberă este menționat un atac cu mitraliera al unui avion german asupra unui tren care circula de la Lipova căte Timișoara, la data de 25 octombrie 1944, incident soldat cu mai mulți răniți.
Pe 17 septembrie 1944, aviația germană a efectuat atacuri la joasă altitudine asupra infrastructurii feroviare și a liniilor de aprovizionare românești din zona Timișoarei. Acestea au provocat daune semnificative Gării din Lugoj și liniei feroviare Lugoj - Timișoara.

### Bombardamentul din 31 octombrie/1 noiembrie 1944
Între 31 octombrie și 1 noiembrie 1944, aviația germano-maghiară a bombardat Timișoara în trei valuri succesive, acestea având loc la orele 18.30, 22:00 și 1:30. În urma acestor bombardamente au fost distruse 188 de imobile particulare și uciși 10 de oameni. Printre clădirile afectate s-au numărat Complexul Surorilor Notre-Dame și Catedrala Mitropolitană. Asupra Catedralei au fost lansate 6 bombe, dintre care doar una a explodat, pagubele nefiind însemnate.